# 鹿島市立北鹿島小学校

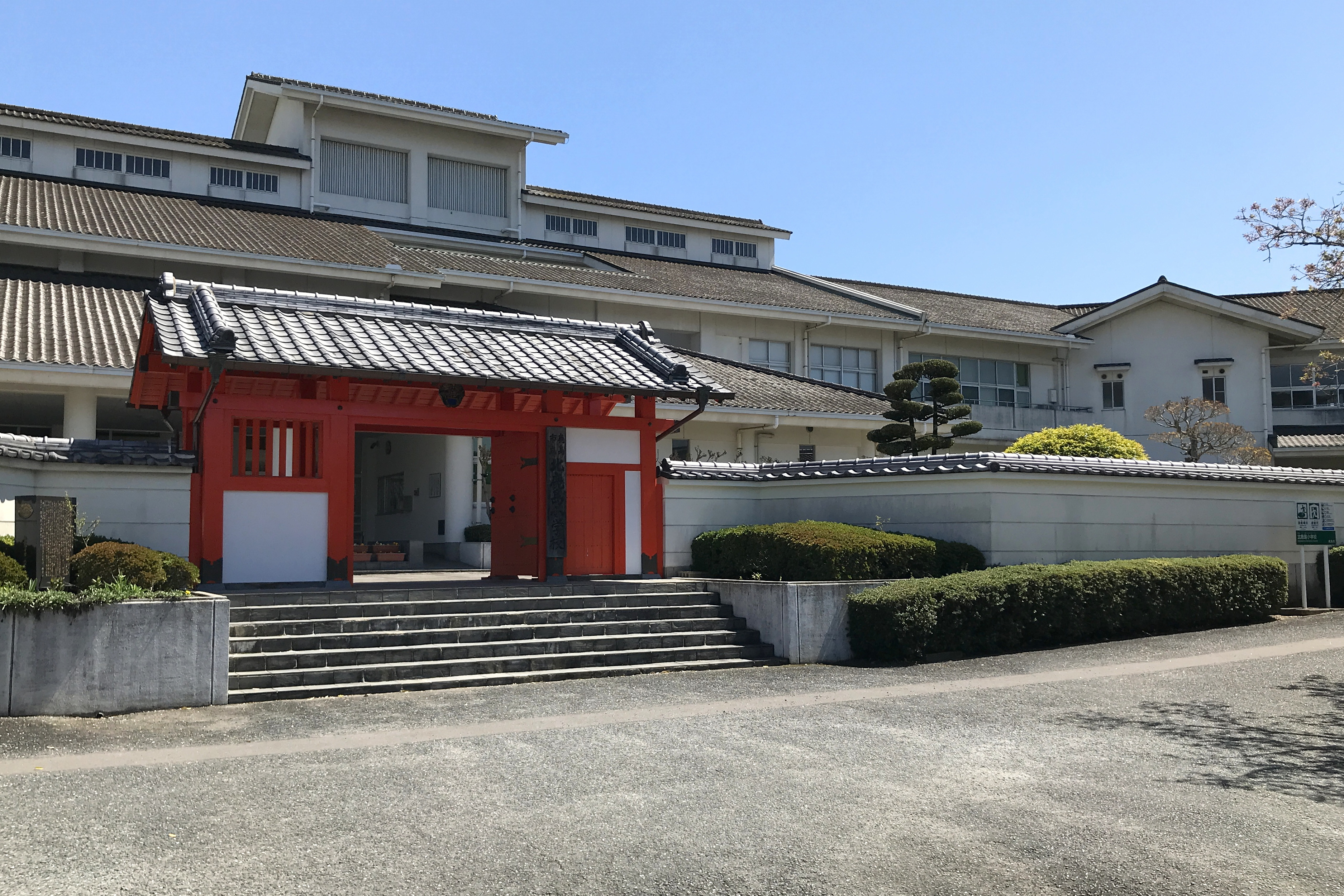
校門・塀

鹿島市立北鹿島小学校（かしましりつ きたかしましょうがっこう）は佐賀県鹿島市常広にある市立小学校。

## 概要
歴史
1876年（明治9年）に創立。数回の改組・改称を経て、現校名になったのは1954年（昭和29年）。2021年（令和3年）には創立145周年を迎えた。
校章
鹿島藩の家紋である「鍋島花杏葉」を背景にして、中央に「鹿」の文字を置いている。
校歌
1952年（昭和27年）に制定。
通学区域
住所表記で「鹿島市」の後に「本町、乙丸、中村、森、土井丸、井手、三部、新籠、常広、古城、組方」が続く地域。
中学校区は鹿島市立西部中学校。

## 沿革
前史
- 1874年（明治7年）2月 - 「下等常広小学校」が神明宮社務所に設置される。
- 1875年（明治8年）1月 - 「下等森小学校」が森五ノ宮社務所に設置される。

本史
- 1876年（明治9年） - 大字常広に「下等常広小学校」の校舎が完成。
- 1880年（明治13年）1月 - 森小学校が大字中村字乙丸に移転の上、「下等乙丸小学校」に改称。
- 1881年（明治14年）- 常広小学校と乙丸小学校が統合され、「公立中等乙丸小学校」に改称。常広に分校を設置。
- 1883年（明治16年）- 校舎一部を増築。
- 1884年（明治17年）9月 - 暴風と洪水で校舎が被害を受け、大字中村字本町に仮校舎を設置。
- 1886年（明治19年）4月 - 小学校令の施行により、尋常科（4年制）を設置の上、「尋常乙丸小学校」に改称。
- 1887年（明治20年）1月 - 大字常広字古城に校舎を新築し、常広分校を廃止。
- 1889年（明治22年）4月 - 町村制の施行により、北鹿島村が発足。
- 1891年（明治24年）12月 - 「乙丸尋常小学校」と改称。
- 1892年（明治25年）3月 - 校舎を増築。
- 1894年（明治27年）4月 - 字新籠に分教場を設置。
- 1897年（明治30年）3月 - 字新籠の分教場を廃止。
- 1900年（明治33年）9月 - 「鹿島尋常小学校」と改称。鍋島直彬から校章紋と掲額書「鹿嶋小學」が贈られる）
- 1901年（明治34年）4月 - 「北鹿島尋常小学校」と改称。特別学級を設置。
- 1903年（明治36年）
  - 3月 - 大字常広482番の2（現在地、旧鹿島藩古城跡）に校舎を新築。
  - 7月 - 村立農業補習学校を併置。
- 1908年（明治41年）
  - 3月 - 村立農業補習学校を廃止。
  - 4月 - 小学校令の改正により、義務教育年限（尋常科の修業年限）が4年から6年に延長されたことにより、尋常科5年を設置。
  - 8月 - 第二校舎1棟を増築。
- 1909年（明治42年）4月 - 高等科（2年制）を併置し、「北鹿島尋常高等小学校」と改称。尋常科6年を設置。
- 1911年（明治44年）7月 - 児童の増加による教室不足のため、第3校舎1棟を増築。
- 1912年（大正元年）12月 - 村名の改称に伴い、「鹿島尋常高等小学校」と改称。
- 1919年（大正8年）5月 - 夜間補習学校を併置。
- 1920年（大正9年）10月 - 運動場を拡張。
- 1922年（大正11年）1月 - 第4校舎3教室を増築。
- 1931年（昭和6年）
  - 2月 - 校旗を制定。
  - 6月 - 鹿島水道を校内に引き入れる。
- 1932年（昭和7年）
  - 4月 - 学校看護婦を配置。
  - 11月 - 学校給食を開始。
- 1935年（昭和10年）6月 - 青年学校令の施行により、併置の補習学校が青年学校となる。
- 1938年（昭和13年）5月 - 講堂と青年学校校舎が完成。
- 1941年（昭和16年）4月1日 - 国民学校令の施行により、「鹿島村国民学校」と改称。尋常科を初等科に改める。
- 1947年（昭和22年）4月1日 - 学制改革（六・三制）が行われる。
  - 国民学校の初等科が 「鹿島村立鹿島村小学校」に改組される。
  - 国民学校の高等科が青年学校普通科と統合され、新制中学校「鹿島村立鹿島村中学校」に改組される。
- 1952年（昭和27年）3月 - 校歌を制定。
- 1954年（昭和29年）4月1日 - 鹿島市の発足により、「鹿島市立北鹿島小学校」（現校名）と改称。
- 1955年（昭和30年）5月 - 木造平屋建ての新校舎が完成。
- 1956年（昭和31年）10月 - プールが完成。
- 1962年（昭和37年) 7月 - 大洪水により、床下浸水の被害を受ける。
- 1965年（昭和40年）
  - 3月 - 鉄筋2階建て新校舎（普通教室等）が完成。
  - 11月 - 鉄筋2階建て新校舎（普通教室・音楽室・理科室）が完成。
- 1968年（昭和43年）4月 - 学校給食を開始。
- 1969年（昭和44年）7月 - 補助プールが完成。
- 1976年（昭和51年）7月 - 北鹿島中学校跡地の管理を委託される。
- 1977年（昭和52年）12月 - 創立100周年記念式典を挙行。
- 1978年（昭和53年）
  - 2月 - 創立100周年記念事業としてKST（北鹿島小学校テレビ局）を開局。
  - 7月 - 新プールが完成。
  - 12月 - 標準服の着用が決定。
- 1979年（昭和54年）
  - 4月 - 講堂を解体。
  - 7月 - 体育館が完成。
- 1984年（昭和59年）4月 - 校旗を再制定。
- 1987年（昭和62年）7月 - 運動場にて常広城趾蹟調査が行われる。
- 1988年（昭和63年）10月 - 新校舎が完成。
- 1992年（平成4年）- 校門前に通学路が、体育館北側に駐車場が完成。
- 2001年（平成13年）9月 - パソコン室を設置。
- 2005年（平成17年）9月 - 第1回北鹿島小学校・北鹿島地区合同運動会を開催。
- 2010年（平成22年）8月 - 日韓子ども交流事業の一環で、大韓民国大西初等学校との姉妹校締結。
- 2011年（平成23年）
  - 8月 - 大西初等学校を訪問。
  - 11月 - 体育館耐震補強工事が完成。

## 交通
最寄りの鉄道駅
- JR九州 長崎本線「肥前鹿島駅」

最寄りのバス停留所
- 祐徳バス （鹿島市内循環バス）「乙丸東」バス停

最寄りの幹線道路
- 国道444号 「北鹿島小学校入口」交差点

## 周辺
校地及び周辺は、江戸中期までこの地に所在した常広城（後に高津原の鹿島城に移転して廃城）の領域。
- 北鹿島農村運動公園
- 鹿島大明神